# Copeina
Copeina és un gènere de peixos pertanyent a la família dels lebiasínids.

## Distribució geogràfica
Es troba a Sud-amèrica.

## Taxonomia
- Copeina guttata (Steindachner, 1876)[3]
- Copeina osgoodi (Eigenmann, 1922)[4][5][6][7][8][9][10]